# Ran Danker
Ran Danker (hébreu : רן דנקר), né Khalil Danker le 7 janvier 1984 en Virginie (États-Unis), est un acteur, mannequin et chanteur israélien. Il est le fils de l'acteur israélien Eli Danker.

## Biographie
Danker naît aux États-Unis. Sa mère s'installe avec lui en Israël lorsqu'il a deux ans et il grandit dans le quartier de Bavli à Tel Aviv. Il fait partie dans son adolescence de la chorale Ha-Horesh des scouts d'Israël. Pendant ses études secondaires, sa mère et lui s'installent à Poleg, près de Netanya. Le jeune homme participe à plusieurs clips publicitaires: une promo de la chaîne de télévision Israël 10; une publicité filmée pour la Banque Leumi; ainsi que pour la compagnie de téléphones cellulaires Cellcom. Pour gagner de l'argent de poche, il livre des pizzas de chez Domino's Pizza à Netanya.
Il apparaît dans Restless en 2008  et à partir de 2004 dans trois saisons du feuilleton télévisé musical HaShir Shelanu (Notre Chanson). Il tourne aussi dans des émissions pour enfants, dans une adaptation de La Mélodie du bonheur jouée à Tel Aviv, puis à Haïfa et au Festigal (en) (festival de concerts pour les enfants pendant la période des fêtes d'Hanukkah) en 2004 et 2005. Parallèlement, il devient mannequin pour Diadora.
En 2007, il fait ses débuts avec son premier album, Shavim (en) avec le guitariste Ilai Botner. 
Il est parfois décrit par les médias comme un briseur de cœur et il est l'objet de nombreux articles dans la presse people israélienne à l'instar de Yehuda Levi.
Il se fait connaître en 2009 en Europe occidentale dans le rôle d'Ezri du film de Tabakman, Tu n'aimeras point, où il joue un étudiant de yéchivah amant d'un juif orthodoxe.
En 2008, il joue dans Danny Hollywood, où il interprète le personnage principal, et en 2011 dans la série La Cellule des Gordine (diffusée en 2012) où il joue le rôle principal, Alik Gordine.

## Prix et hommages

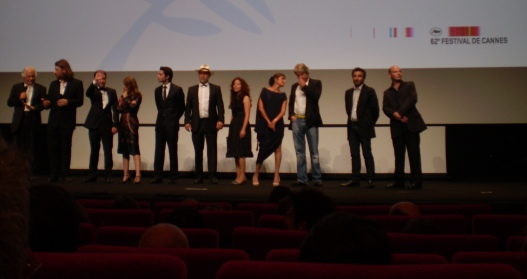
Festival de Cannes en 2009, pour le prix Un certain regard. Ran Danker est le cinquième à gauche.

Il gagne le Gold Screen Award en décembre 2005, pour son rôle dans Notre Chanson. En janvier 2006, il remporte le Kids Channel Award, en tant que meilleur acteur.
Les lecteurs de Pnai Plus le sacrent meilleur acteur de l'année 2006 et le célibataire le plus en vue en 2007.
Il est, en 2017, le premier rôle de la série Miguel, série avec laquelle il remporte, avec l'ensemble du casting, un prix d'interprétation au festival Canneseries de 2018. Le groupe Canal + a acquis la série.
Toujours en 2017, Ran Danker est nommé dans la catégorie "meilleur acteur" des Ophirs pour son rôle dans Doubtful.

## Vie privée
Ran Danker affirme ouvertement en juillet 2015 qu'il est bisexuel et qu'il a une relation avec un homme depuis trois ans.

## Filmographie
- Festigal (2004, 2005)
- HaShir Shelanu (2004–2007)
- Restless (2008)
- Danny Hollywood (2008–2009)
- Tu n'aimeras point (2009) : Ezri
- Rabies (2010) : Mickey
- (Série) La Cellule des Gordine (2012) : Alik Gordine

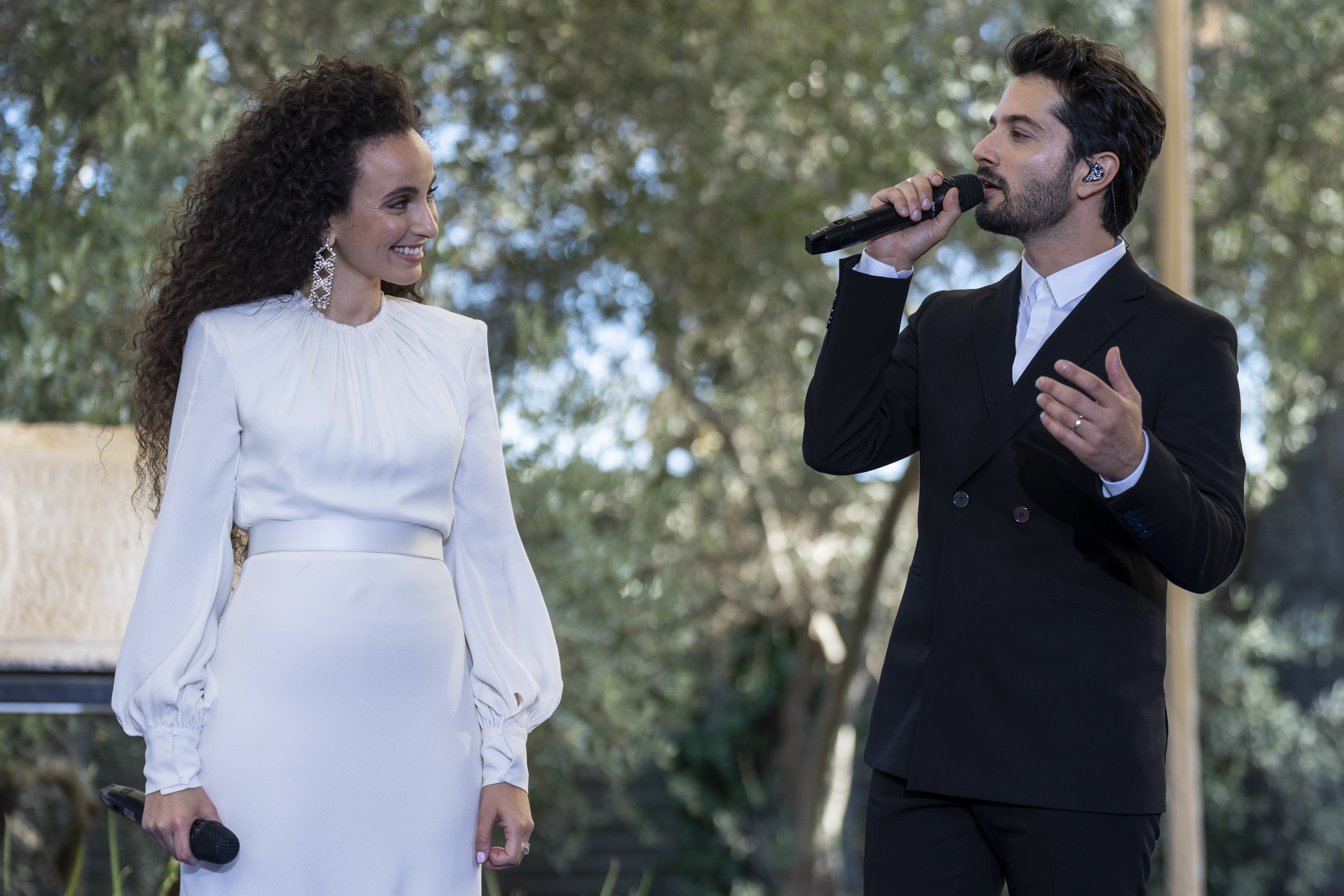
Ran Danker (à droite) et Yuval Dayan (à gauche) chantant devant Joe Biden et Isaac Herzog le 14 juillet 2022.

- (Série) Miguel (2017): Tom
- Doubtful (2017): Assi

## Carrière musicale
En 2007 Ran Danker collabore avec Ilaï Botner pour la création de l'album "Shavim". Plusieurs titres se placent dans le top des charts en Israël comme "Ani esh", "Boï naazov".
En novembre 2018, 11ans après son premier album, Ran Danker sort son 2e album intitulé משהו אחר
S'en suivra une série de concerts en décembre 2018 dans les grandes villes israéliennes.